# أنوده
أنُودَه جنس من النباتات المزهرة في فصيلة الخبَّازيات . يُراوح عددها بين 23 أو 24 نوعًا من هذه الأعشاب، معظمها موطنها المكسيك وأمريكا الجنوبية. تُزرَع للتزيين. سوقُها تعلو من 90 إلى 120 سم. أوراقها السُفلى مثلثة الزوايا، أما الوسطى والعليا فبيضية القاعدة إلى الزام الثاني ثم سنانية. أزهارها فردية إبطية الارتكاز عادمة العنق. ألوانها تُراوح بين الليلكي إلى الأزرق العابق. إزهارهُا يستمرُّ طوال الصيف والخريف.